# コロンビア (装甲艦)
CSS/USS コロンビア（CSS/USS コロンビア）は南北戦争中のコロンビア級装甲艦。アメリカ連合国海軍が建造したが、後に鹵獲されアメリカ合衆国海軍に所属した。艦名はサウスカロライナ州コロンビアに因む。その名を持つ艦としては連合国海軍においては2隻目、合衆国海軍においては3隻目である。

## CSS コロンビア
コロンビアはジョン・ポーター（John L. Porter）の設計により、サウスカロライナ州チャールストンで建造された。1864年3月に進水し、1864年後半に就役した。1865年2月18日、北軍がチャールストンを占領した際に、コロンビアはモールトリー要塞（Fort Moultrie）の近くで発見された。コロンビアは2月12日に沈没船と衝突して損傷していたのである。すでに武装と装甲は撤去され、フナクイムシが湧いていた。

## USS コロンビア
コロンビアは4月26日に引き揚げられ、USS バンダービルト（USS Vanderbilt）がバージニア州ハンプトン・ローズまで曳航し、5月25日到着した。6月5日に修理のために乾ドックに入渠したが、6月15日に退役し、予備艦となった。1867年10月10日、船体は売却された。

## 参考資料
- Canney, Donald L. (1993). The Old Steam Navy: The Ironclads, 1842–1885. 2. Annapolis, Maryland: Naval Institute Press. ISBN 0-87021-586-8
- Chesneau, Roger; Kolesnik, Eugene M., eds (1979). Conway's All the World's Fighting Ships 1860–1905. Greenwich, UK: Conway Maritime Press. ISBN 0-8317-0302-4
- Silverstone, Paul H. (2006). Civil War Navies 1855–1883. The U.S. Navy Warship Series. New York: Routledge. ISBN 0-415-97870-X
- Still, William N., Jr. (1985). Iron Afloat: The Story of the Confederate Armorclads (Reprint of the 1971 ed.). Columbia, South Carolina: University of South Carolina Press. ISBN 0-87249-454-3
- この記事はアメリカ合衆国政府の著作物であるDictionary of American Naval Fighting Shipsに由来する文章を含んでいます。 記事はConfederate service こことUnion service ここで閲覧できます。